# Žabnjak (biljni rod)
Žabnjaci (latinski: Ranunculus), veliki biljni rod iz porodice žabnjakovki i reda žabnjakolike koji su prema rodu i dobili ime. Opisao ga je Linnaeus još 1750-ih godina.
Žabnjaci su trajnice, uglavnom otrovne biljke koje rastu po vlažnim livadama i pašnjacima, te srodne također otrovnoj kaljužnici (Caltha), šumarici (Anemone), kukurijeku (Helleborus) i drugima. Ime dolazi od latinskog “rana” = žaba, možda upravo zato što vole vlažna staništa. 
Gotovo sve vrste imaju žuti cvijet, a čitav rod u Hrvatskoj je zaštićen, neke od njih i strogo zaštićene.

## Vrste
Na popisu se nalazi preko 1680 priznatih vrsta:
Vidi Popis vrsta roda Ranunculus

## Sinonimi
- Aphanostemma A.St.-Hil.; Fl. Bras. Merid. 1: 12 (1824)
- Aspidophyllum Ulbr.; Notizbl. Bot. Gart. Berlin-Dahlem 8: 268 (1922)
- Batrachium (DC.) Gray; Nat. Arr. Brit. Pl. 2: 720 (1821)
- Buschia Ovcz.; Bot. Zhurn. (Moscow & Leningrad) 25: 339 (1940)
- Casalea A.St.-Hil.; Fl. Bras. Merid. 1: 8. t. 1 (1825)
- Cynomorbium Opiz; Fl. Caslav. 3: 255 (1804)
- Cyprianthe Spach; Hist. Nat. Vég. 7: 220 (1838)
- Flammula (Webb ex Spach) Fourr.; Ann. Soc. Linn. Lyon, n. s. 16: 324 (1868)
- Gampsoceras Steven; Bull. Soc. Imp. Naturalistes Moscou 25(I): 541 (1852)
- Glossophyllum Fourr.; Ann. Soc. Linn. Lyon, n. s. 16: 325 (1868)
- Hecatonia Lour.; Fl. Cochinch.: 302 (1790)
- Hericinia Fourr.; Ann. Soc. Linn. Lyon, n. s. 16: 325 (1868)
- Ionosmanthus Jord. & Fourr.; Icon. Fl. Eur. 2: 13 (1869)
- Kumlienia Greene; Bull. Calif. Acad. Sci. 1: 337 (1885)
- Leuconoe Fourr.; Ann. Soc. Linn. Lyon, n. s. 16: 323 (1868)
- Notophilus Fourr.; Ann. Soc. Linn. Lyon, N. S. 16: 325 (1868)
- Pachyloma Spach; Hist. Nat. Vég. 7: 194 (1838)
- Pfundia Opiz; Seznam, 73 (1852)
- Ranula Fourr.; Ann. Soc. Linn. Lyon, N. S. 16: 324 (1868)
- Ranunculastrum Heist. ex Fabr.; Enum. Meth. Pl., ed. 2, 272 (1763)
- Rhopalopodium Ulbr.; Notizbl. Bot. Gart. Berlin-Dahlem 8: 253 (1922)
- Scotanum Adans.; Fam. Pl. 2: 459 (1763)
- Stylurus Raf.; Fl. Ludov.: 27 (1817)
- Thora Hill; Brit. Herb.: 29 (1756)
- Xerodera Fourr.; Ann. Soc. Linn. Lyon, n. s. 16: 324 (1868)
- Xiphocoma Steven; Bull. Soc. Imp. Naturalistes Moscou 21: II. 270, in textu (1848), et 25: I. 537. t. 7 (1852)

- Ranunculus orthorhynchus
- Ranunculus gouanii
- Ranunculus abnormis
- Ranunculus oreophilus
- Ranunculus fallax
- Ranunculus lingua
- Ranunculus longirostris
- Ranunculus lyallii
- Ranunculus macauleyi
- Ranunculus serpens subsp. nemorosus (sin. Ranunculus tuberosus)
- Ranunculus murinus
- Ranunculus uncinatus
- Ranunculus recurvatus